# سربرج (بردسکن)
سربرج نام روستایی از توابع بخش مرکزی شهرستان بردسکن در استان خراسان رضوی ایران است. از جاذبه‌های گردشگری این روستا می‌توان از آبشار سربرج نام برد.

## جمعیت
این روستا در دهستان کوهپایه قرار دارد و براساس سرشماری مرکز آمار ایران در سال ۱۳۸۵، جمعیت آن ۱۲۲ نفر (۴۴خانوار) بوده‌است.